# Jugozapadni novobritanski jezici
Jugozapadni novobritanski jezici, jedna od 9 užih skupina vitiazkih jezika, austronezijska porodica, raširenih na području Papue Nove Gvineje. Obuhvaća 17 jezika podijeljenih na tri glavne grane, a) amara, s jezikom amara [aie]; b) Arawe-Pasismanua (14) jezika, koja se grana dalje na Arawe sa (9) jezika i Pasismanua (5) jezika; i Bibling sa (2) jezika.
Najveći broj govornika imaju jezici kaulong 4.000 (2000 D. Tryon), gimi 3.700 (1982 SIL) i aiklep  	3,700 (1991 SIL).

## Vanjske poveznice
- Ethnologue (14th)
- Ethnologue (15th)